# Dolichognatha lodiculafaciens
Dolichognatha lodiculafaciens là một loài nhện trong họ Tetragnathidae.
Loài này thuộc chi Dolichognatha. Dolichognatha lodiculafaciens được miêu tả năm 1932 bởi Hingston.